# The Restoration
The Restoration er en amerikansk stumfilm fra 1910.